# Indiase papegaaiduif
De Indiase papegaaiduif (Treron affinis) is een vogel uit de familie Columbidae (duiven).

## Verspreiding en leefgebied
Deze soort is endemisch in zuidwestelijk India.